# دومينغو ألفاريز
دومينغو ألفاريز (بالإسبانية: Domingo Álvarez Hernández)‏ (20 أكتوبر 1977 بسان ميغيل في السلفادور - ) هو لاعب كرة قدم سلفادوري في مركز الهجوم. لعب مع C.D. Vista Hermosa ‏ وADI F.C. ‏ وC.D. Atlético Chaparratique ‏ وC.D. Dragón ‏.

## وصلات خارجية
- دومينغو ألفاريز على موقع Soccerway.com (الإنجليزية)